# Sibynophis bivittatus
Sibynophis bivittatus är en ormart som beskrevs av Boulenger 1894. Sibynophis bivittatus ingår i släktet Sibynophis och familjen snokar. Inga underarter finns listade i Catalogue of Life.
Denna orm förekommer på Palawan och på mindre och i närheten i västra Filippinerna. Arten lever i låglandet och i bergstrakter upp till 975 meter över havet. Exemplar hittades främst i skogar. De besöker ibland angränsande landskap. Honor lägger ägg.
För beståndet är inga hot kända. Hela populationen anses vara stabil. IUCN kategoriserar arten globalt som livskraftig.